# بوکانسان
بوکانسان (به لاتین: Bukhansan) یک کوه در کره جنوبی است. بوکانسان ۸۳۶٫۵ متر بالاتر از سطح دریا واقع شده‌است.